# Nery Kennedy
Nery Gustavo Kennedy Rolón (ur. 28 maja 1973 w Mbocayaty del Yhaguy) – paragwajski lekkoatleta specjalizujący się w rzucie oszczepem.
W 1991 roku był ósmy na panamerykańskich mistrzostwach juniorów, a rok później został mistrzem Ameryki Południowej w kategorii juniorów. Startował na mistrzostwach świata juniorów (Seul 1992) oraz po zakończeniu tej imprezy na igrzyskach olimpijskich w Barcelonie. Złoty medalista mistrzostw Ameryki Południowej (1997) zajął drugie miejsce na mistrzostwach iberoamerykańskich w 1998 roku, a w kolejnym sezonie był czwarty na igrzyskach panamerykańskich, został drugi raz w karierze mistrzem Ameryki Południowej oraz odpadł w eliminacjach podczas mistrzostw świata. Po zdobyciu, w 2000 roku, drugiego srebrnego medalu mistrzostw iberoamerykańskich bez powodzenia startował w igrzyskach olimpijskich w Sydney. W 2001 roku został wicemistrzem Ameryki Południowej, a w 2003 zdobył brąz podczas czempionatu kontynentu południowoamerykańskiego. W tym samym sezonie był szósty na igrzyskach panamerykańskich oraz nie awansował do finału mistrzostw świata. Rekord życiowy: 81,28 (9 maja 1998, College Station).

## Osiągnięcia
| Rok  | Impreza                                  | Miejsce        | Pozycja           | Wynik |
| ---- | ---------------------------------------- | -------------- | ----------------- | ----- |
| 1991 | Mistrzostwa panamerykańskie juniorów     | Kingston       | 8. miejsce        | 58,24 |
| 1992 | Mistrzostwa Ameryki Południowej juniorów | Lima           | 1. miejsce        | 63,30 |
| 1992 | Mistrzostwa świata juniorów              | Seul           | el. – 20. miejsce | 62,24 |
| 1992 | Igrzyska olimpijskie                     | Barcelona      | el. – 30. miejsce | 65,00 |
| 1994 | Igrzyska Ameryki Południowej             | Valencia       | 1. miejsce        | 76,70 |
| 1997 | Mistrzostwa Ameryki Południowej          | Mar del Plata  | 1. miejsce        | 75,08 |
| 1998 | Igrzyska Ameryki Południowej             | Cuenca         | 1. miejsce        | 71,70 |
| 1998 | Mistrzostwa iberoamerykańskie            | Lizbona        | 2. miejsce        | 76,16 |
| 1999 | Mistrzostwa Ameryki Południowej          | Bogota         | 1. miejsce        | 78,89 |
| 1999 | Igrzyska panamerykańskie                 | Winnipeg       | 4. miejsce        | 75,16 |
| 1999 | Mistrzostwa świata                       | Sewilla        | el. – 29. miejsce | 71,74 |
| 2000 | Mistrzostwa iberoamerykańskie            | Rio de Janeiro | 2. miejsce        | 75,60 |
| 2000 | Igrzyska olimpijskie                     | Sydney         | el. – 33. miejsce | 70,26 |
| 2001 | Mistrzostwa Ameryki Południowej          | Manaus         | 2. miejsce        | 74,41 |
| 2003 | Mistrzostwa Ameryki Południowej          | Barquisimeto   | 3. miejsce        | 75,53 |
| 2003 | Igrzyska panamerykańskie                 | Santo Domingo  | 6. miejsce        | 72,62 |
| 2003 | Mistrzostwa świata                       | Paryż          | el. – 21. miejsce | 68,83 |